# Erik Fridolf Åkerberg
Erik Fridolf Åkerberg, född 28 september 1890 i Stockholm, död där 20 oktober 1967, var en svensk målare.
Åkerberg studerade vid Konsthögskolan i Stockholm 1914–1921 där han tilldelades ett flertal belöningar bland annat den 2:a medaljen 1919. Han medverkade i akademiens utställningar och samlingsutställningar arrangerade av Sveriges allmänna konstförening. Finns representerad vid bland annat Sjöhistoriska museet.